# Leopoldo de Almeida
Leopoldo Neves de Almeida (Lisbonne, 1898 - 1975) est un sculpteur et professeur portugais. Il appartient à la deuxième génération d'artistes modernistes portugais.
Au cours de plus d'un demi-siècle d'activité intense, Leopoldo de Almeida est devenu une figure marquante de la sculpture portugaise du XXe siècle et, en particulier, l'une des meilleures expressions de la statuaire officielle moderniste mise en œuvre par l'Estado Novo, étant l'auteur d'une œuvre vaste qui comprend des portraits, des bustes, des bas-reliefs, des statues et des monuments de personnages de l'histoire et de la culture portugaise, etc.
Il est le père de la photographe et artiste visuelle Helena Almeida.

## Biographie
Leopoldo de Almeida naît le 18 octobre 1898 à Lisbonne d'Eduardo Neves de Almeida et Joana Tristão Neves,.
Il est initié au dessin et à la sculpture à l'Escola Oficina nº 1 puis s'inscrit à l'âge de 15 ans à l'Académie des beaux-arts de Lisbonne (pt), où il suit le cursus de sculpture jusqu'en 1920. Celui-ci est structuré autour d'un classicisme académique particulièrement marqué par les canons grecs. À l'Académie, il côtoie les sculpteurs António da Costa (pt) et Álvaro de Brée (pt), les peintres Jorge Barradas (pt) et António Soares (pt) et les architectes Porfírio Pardal Monteiro (pt) et Carlos João Chambers Ramos (pt), et a notamment pour professeurs le sculpteur José Simões de Almeida (pt) et les peintres Luciano Freire (pt) et Columbano Bordalo Pinheiro.
En 1924, il participe pour la première fois aux concours publics (concours pour le monument aux morts de la première guerre mondiale, en collaboration avec l'architecte Luís Cristino da Silva, où il obtient le troisième prix). L'année suivante il participe à la décoration du Bristol club, remodelé par Carlos Ramos. Il expose au deuxième salon d'automne de la société nationale des beaux-arts en 1926. Cette même année, il se rend à Paris et à Rome en tant que pensionné de l'État. Malgré les œuvres modernes des sculpteurs Bourdelle, Despiau ou Maillol, il reste fidèle à sa formation rattachée au XIXe siècle (O fauno, 1927). Il reste en Italie jusqu'en 1929.
Il revient à Lisbonne en 1929, où il commence à avoir une intense activité artistique, participant à des concours et répondant à des commandes de l'État, coïncidant avec l'époque des grands travaux publics de l'Estado Novo et de la « politique de l'esprit » d'António Ferro (pt). Il devient ainsi le sculpteur à qui l'on passe le plus de commande.
En 1940, il participe à l'Exposition du monde portugais, pour laquelle il exécute son œuvre la plus emblématique : le Padrão dos Descobrimentos, un projet de l'architecte Cottinelli Telmo, finalement sculpté dans la pierre en 1960.
Parallèlement à son activité de sculpteur, Leopoldo de Almeida est enseignant de 1934 à sa retraite en 1965 : il est professeur de dessin de figure de l'ancien et du modèle vivant à l'Académie des beaux-arts de Lisbonne.

## Distinctions
- Grand officier de l'ordre de Sant'Iago de l'Épée

## Œuvre
Son œuvre se caractérise par la présence constante d'une méthodologie classique dans les procédures et les fondements de la création sculpturale, qui est cependant intégrée dans l'art moderne par la simplification formelle et le traitement délicat mais vigoureux des lignes et des formes.
- O fauno, 1927, musée du Chiado
- Bas-reliefs, 1934, façade du Ciné-théâtre Éden (pt), Lisbonne
- Monument à António José de Almeida, 1935-37, Lisbonne (en collaboration avec Porfírio Pardal Monteiro (pt)
- Padrão dos Descobrimentos, 1940 (version actuelle : 1960), Belém (Lisbonne) (en collaboration avec Cottinelli Telmo)
- Statue d'Óscar Carmona, dans le jardin du musée de la Ville, Lisbonne
- Monumento a D. Sancho I, 1946, Castelo de Silves
- A Família, 1947, jardins de la Presidência do Conselho de Ministros, Lisbonne
- Statue de Ramalho Ortigão, 1948-49, Jardim de João Chagas (pt), Porto
- Statue d'Alphonse Ier, 1950, Campo Grande, Lisbonne
- Statue de Jean Ier, 1950, Campo Grande, Lisbonne
- Statue d'Eça de Queirós, 1952, Praça do Almada (pt), Póvoa de Varzim (Porto)
- Statue de Marcelino Mesquita (pt), 1956, Cartaxo
- Statue d'António Feliciano de Castilho, avenue da Liberdade, Lisbonne
- Justiça, c. 1960, Palácio da Justiça, Porto.
- Statue équestre de Nuno Álvares Pereira, 1961, Batalha.
- Statue équestre de Jean Ier, Praça da Figueira, Lisbonne
- Monumento ao Infante D. Henrique, Lagos
- Monumento a Calouste Gulbenkian, 1974, jardins de la fondation Calouste-Gulbenkian, Lisbonne

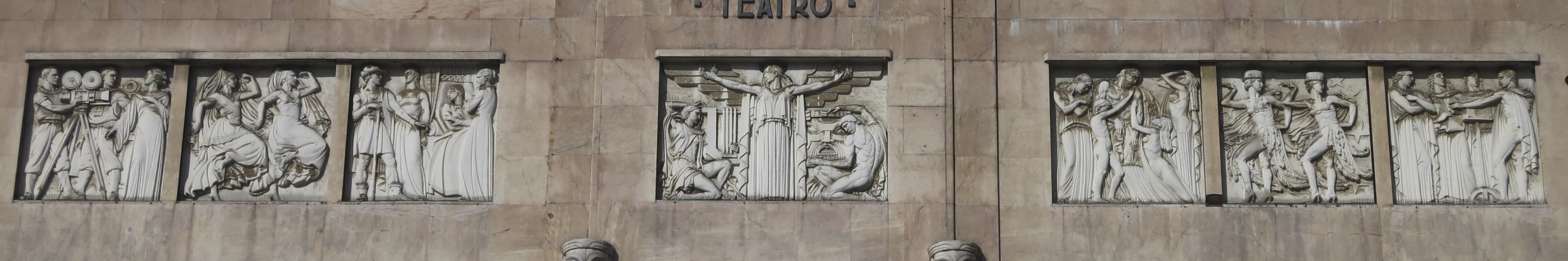
Bas-relief du Cineteatro Éden à Lisbonne (vers 1934).

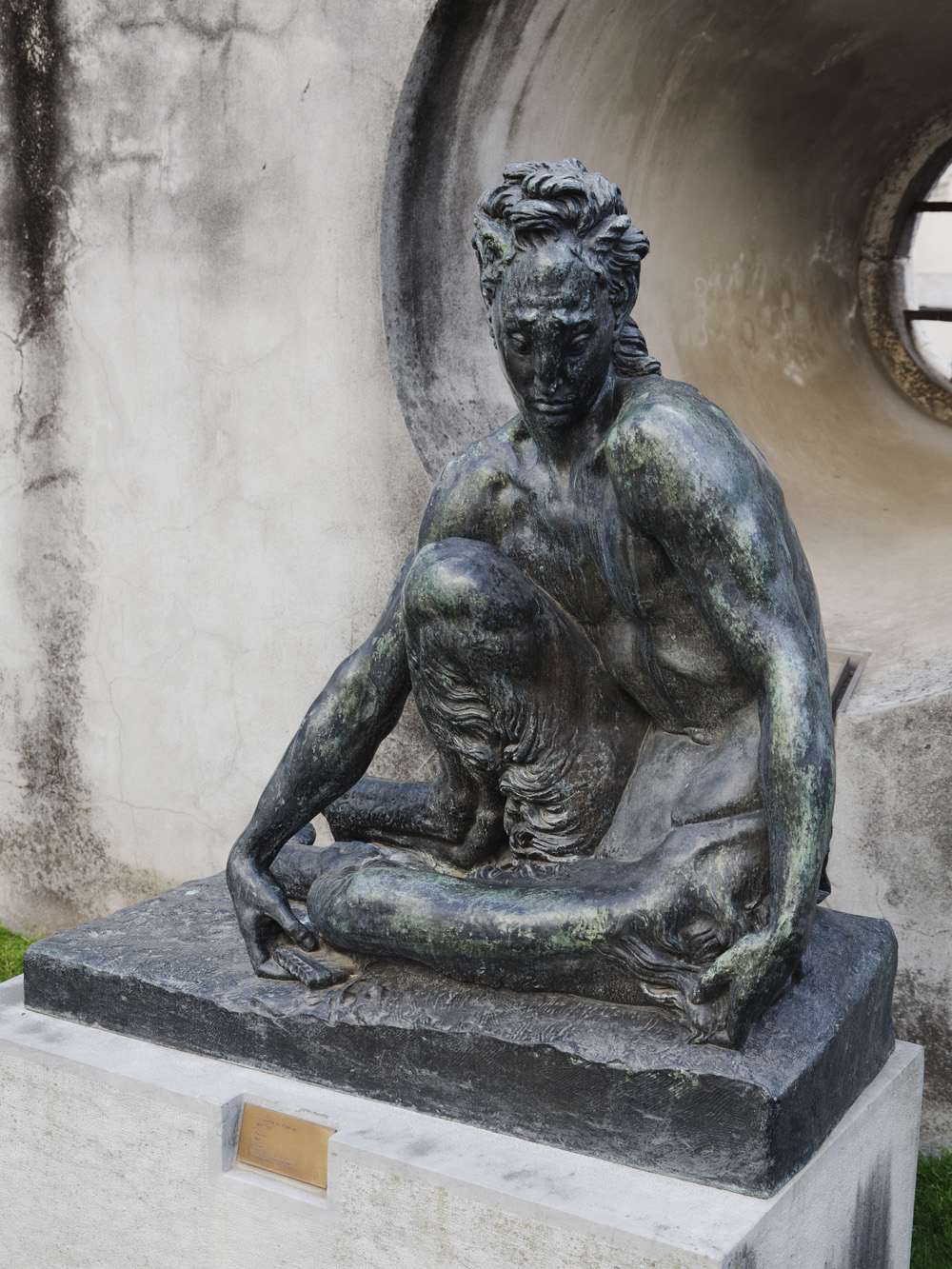
Fauno, 1927, bronze. Musée du Chiado.
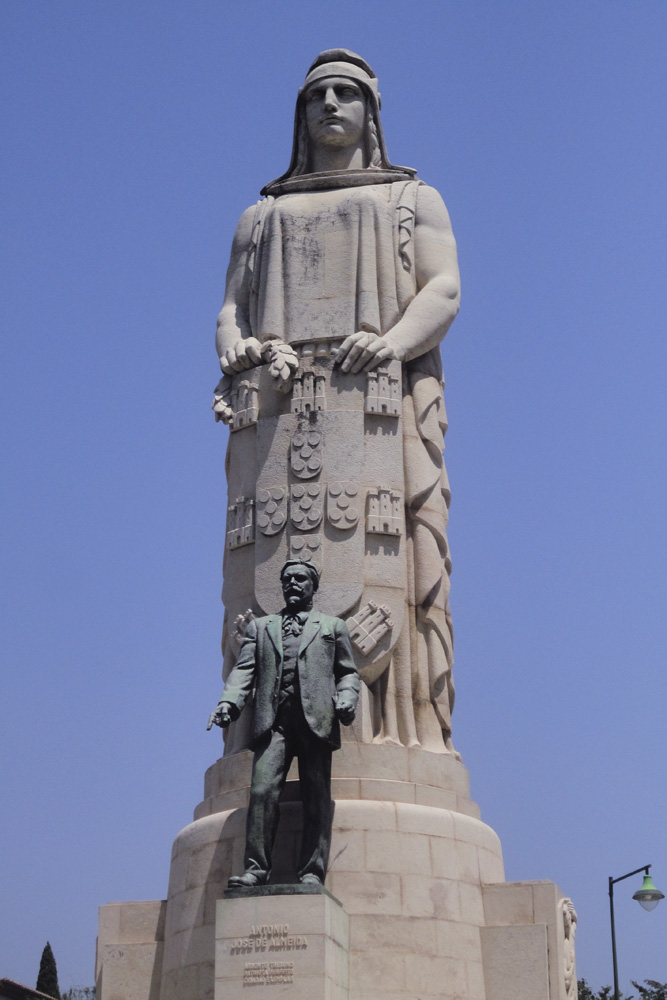
Monument à António José de Almeida, 1935-1937, Lisbonne (collaboration avec Porfírio Pardal Monteiro (pt)).
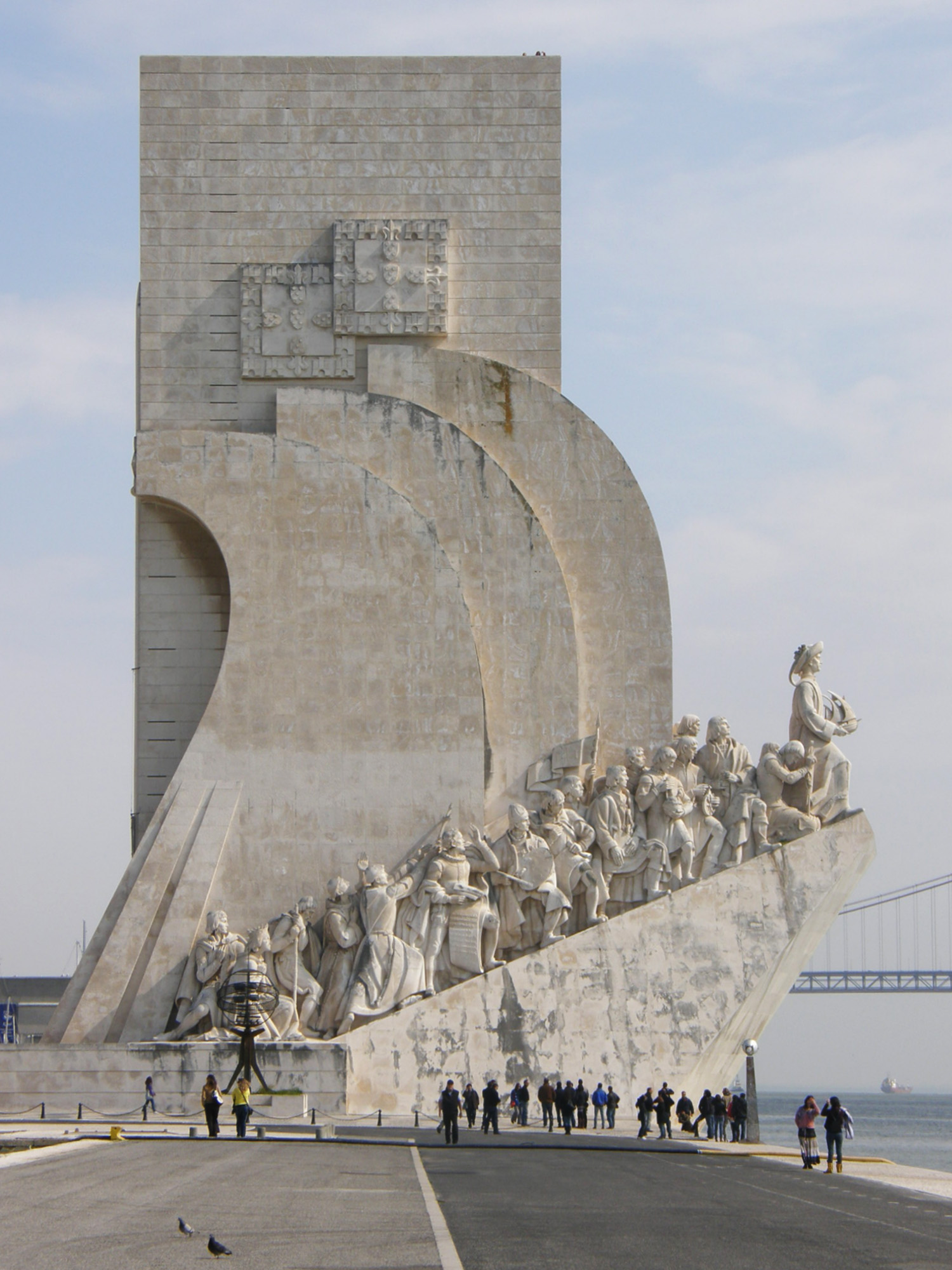
Padrão dos Descobrimentos (Monument des découvertes), 1940 (1960), Belém, Lisbonne.